# Сунди
Сунди су аустронезијски народ из групе малајско-полинезијских народа којем је домовина западни део острва Јава у Индонезији. Данас их има 40 милиона. Друга су по бројности националност у Индонезији. Сунди су већином муслимани. Говоре сундским језиком. На свом језику називају се Urang Sunda и Suku Sunda. На званичном индонезијском зову се Orang Sunda. Служе се јаванским календаром. 

## Вера
Сунди су већином муслимани. Стара традиционална вера Сунда је сунданизам. Остале вере су протестантизам, римокатоличанство, будизам и хиндуизам.